# توني كونويل
توني كونويل (بالإنجليزية: Tony Conwell)‏ هو لاعب كرة قدم بريطاني، ولد في 17 يناير 1932 في برادفورد في المملكة المتحدة، وتوفي في 6 مايو 2017. لعب مع ديربي كاونتي وشيفيلد وينزداي ونادي دونكاستر روفرز وهدرسفيلد تاون.